# Carroll Dickerson
Carroll Dickerson (1 de noviembre de 1895 -9 de octubre de 1957 ) fue un director de orquesta de jazz radicado en Chicago y Nueva York, más conocido por su extenso trabajo con Louis Armstrong y Earl Hines, así como por sus breves giras con King Oliver. También trabajó ocasionalmente como violinista en varias grabaciones.
Dickerson desempeñó un papel importante como director de orquesta en Chicago; sus acompañantes incluyeron a Johnny Dunn, Frankie Half Pint Jaxon, Tommy Ladnier, Honore Dutrey, Natty Dominique, Sterling Conaway, Boyd Atkins, Fred Robinson, Jimmy Strong, Mancy Carr, Pete Briggs y Jimmy Mundy . Era conocido por su severidad en la dirección.

## Biografía
Poco se sabe de sus años de juventud. Dirigió una banda en el Sunset Cafe entre 1922 y 1924. Más tarde fundó la orquesta "Carroll Dickerson Savoyagers", situada en el Savoy Ballroom de South Parkway con East 47th Street en Chicago. La banda incluía a Natty Dominique, Honore Dutrey y Earl Hines y al entonces menos conocido Louis Armstrong. Este último fue ganado fama rápidamente y terminó reemplazando como director.
A pesar de sus diferencias por el cambio en la dirección, los músicos de Hot Five y Hot Seven de 1927 de Armstrong eran músicos sacados de la orquesta de Dickerson, y él mismo tocó en algunas grabaciones como violinista. También estuvo de gira con King Oliver.
Dickerson dirigió brevemente la Mills Blue Rhythm Band antes de regresar a Chicago a principios de la década de 1930. Después de permanecer en el club Swingland de Chicago en 1937, dejó temporalmente la música para regresar a principios de 1939, y continuó dirigiendo sus propias bandas durante la década de 1940, destacando su estancia en el club Rhumboogie. El estilo de la banda de Dickerson probablemente influyó en la grabación de Armstrong "Beau Koo Jack".